# UCI Europe Tour 2019
–
UCI Europe Tour 2019 – 15. edycja cyklu szosowych wyścigów kolarskich rozgrywanych w Europie. Seria rozpoczęła się 31 stycznia w Hiszpanii wyścigiem Trofeo Ses Salines-Campos-Porreres-Felanitx, a zakończyła 20 października we Francji wyścigiem Chrono des Nations.
Łącznie zaplanowanych było 267 wyścigów: 175 jednodniowych (kategorie 1.HC, 1.1, 1.2 i 1.2U) oraz 92 wieloetapowych (kategorie 2.HC, 2.1, 2.2 i 2.2U). W kalendarzu znajdowało się 15 wyścigów rozgrywanych w Polsce.

## Kalendarz UCI Europe Tour 2019

### Styczeń
| Data | Wyścig                                         | Kraj      | Kategoria | Zwycięzca     | Drużyna                    |
| ---- | ---------------------------------------------- | --------- | --------- | ------------- | -------------------------- |
| 31   | Trofeo Ses Salines, Campos, Porreres, Felanitx | Hiszpania | 1.1       | Jesús Herrada | Cofidis, Solutions Crédits |

### Luty
| Data  | Wyścig                                             | Kraj       | Kategoria | Zwycięzca          | Drużyna                       |
| ----- | -------------------------------------------------- | ---------- | --------- | ------------------ | ----------------------------- |
| 1     | Trofeo Andratx Lloseta                             | Hiszpania  | 1.1       | Emanuel Buchmann   | Bora-Hansgrohe                |
| 2     | Trofeo de Tramuntana: Soller–Deia                  | Hiszpania  | 1.1       | Tim Wellens        | Lotto Soudal                  |
| 3     | Trofeo Palma                                       | Hiszpania  | 1.1       | Marcel Kittel      | Team Katusha-Alpecin          |
| 3     | Grand Prix Cycliste La Marseillaise                | Francja    | 1.1       | Anthony Turgis     | Direct Énergie                |
| 6-10  | Volta a la Comunitat Valenciana                    | Hiszpania  | 2.1       | Ion Izagirre       | Astana Pro Team               |
| 6-10  | Étoile de Bessèges                                 | Francja    | 2.1       | Christophe Laporte | Cofidis, Solutions Crédits    |
| 9     | Grand Prix Gazipasa                                | Turcja     | 1.2       | Branisłau Samojłau | Minsk Cycling Club            |
| 10    | Grand Prix Alanya                                  | Turcja     | 1.2       | Lucas Carstensen   | Bike Aid                      |
| 14-17 | Tour de La Provence                                | Francja    | 2.1       | Gorka Izagirre     | Astana Pro Team               |
| 16    | Vuelta Ciclista a la Región de Murcia Costa Cálida | Hiszpania  | 1.1       | Luis León Sánchez  | Astana Pro Team               |
| 17    | Trofeo Laigueglia                                  | Włochy     | 1.HC      | Simone Velasco     | Neri Sottoli–Selle Italia–KTM |
| 17    | Clásica de Almería                                 | Hiszpania  | 1.HC      | Pascal Ackermann   | Bora-Hansgrohe                |
| 20-24 | Volta ao Algarve                                   | Portugalia | 2.HC      | Tadej Pogačar      | UAE Team Emirates             |
| 20-24 | Vuelta a Andalucia Ruta Ciclista Del Sol           | Hiszpania  | 2.HC      | Jakob Fuglsang     | Astana Pro Team               |
| 21-24 | Tour of Antalya                                    | Turcja     | 2.2       | Szymon Rekita      | Leopard Pro Cycling           |
| 22-24 | Tour du Haut-Var                                   | Francja    | 2.1       | Thibaut Pinot      | Groupama-FDJ                  |
| 24    | GP Slovenian Istria                                | Słowenia   | 1.2       | Marko Kump         | Adria Mobil                   |

### Marzec
| Data  | Wyścig                                                  | Kraj       | Kategoria | Zwycięzca                                   | Drużyna                                     |
| ----- | ------------------------------------------------------- | ---------- | --------- | ------------------------------------------- | ------------------------------------------- |
| 2     | Faun Environnement – Classic de l’Ardèche Rhône Crussol | Francja    | 1.1       | Lilian Calmejane                            | Direct Énergie                              |
| 3     | Royal Bernard Drome Classic                             | Francja    | 1.1       | Alexis Vuillermoz                           | Ag2r-La Mondiale                            |
| 3     | Kuurne-Bruksela-Kuurne                                  | Belgia     | 1.HC      | Bob Jungels                                 | Deceuninck-Quick Step                       |
| 3     | International Rhodes Grand Prix                         | Grecja     | 1.2       | Dušan Rajović                               | Adria Mobil                                 |
| 5     | Le Samyn                                                | Belgia     | 1.1       | Florian Sénéchal                            | Deceuninck-Quick Step                       |
| 6     | Trofej Umag - Umag Trophy                               | Chorwacja  | 1.2       | Alois Kaňkovský                             | Elkov–Author Cycling Team                   |
| 8-10  | International Tour of Rhodes                            | Grecja     | 2.2       | Martijn Budding                             | BEAT Cycling Club                           |
| 9     | Grand Prix Velo Alanya                                  | Turcja     | 1.2       | Nikolai Shumov                              | Minsk Cycling Club                          |
| 9     | Trofej Poreč - Poreč Trophy                             | Chorwacja  | 1.2       | Fabian Lienhard                             | IAM Excelsior                               |
| 10    | GP Industria & Artigianato                              | Włochy     | 1.HC      | Maximilian Schachmann                       | Bora-Hansgrohe                              |
| 10    | Rabobank Dorpenomloop Rucphen                           | Holandia   | 1.2       | Odwołany z powodu złych warunków pogodowych | Odwołany z powodu złych warunków pogodowych |
| 10    | Grote Prijs Jean-Pierre Monseré                         | Belgia     | 1.1       | Odwołany z powodu złych warunków pogodowych | Odwołany z powodu złych warunków pogodowych |
| 10    | Grand Prix Justiniano Hotels                            | Turcja     | 1.2       | Onur Balkan                                 | Salcano Sakarya BB Team                     |
| 10    | Grand Prix de la Ville de Lillers Souvenir Bruno Comini | Francja    | 1.2       | Odwołany z powodu złych warunków pogodowych | Odwołany z powodu złych warunków pogodowych |
| 14-17 | Istarsko Proljeće – Istrian Spring Trophy               | Chorwacja  | 2.2       | Felix Gall                                  | Development Team Sunweb                     |
| 17    | Paryż-Troyes                                            | Francja    | 1.2       | Jeremy Cabot                                | Roubaix Lille Métropole                     |
| 17    | Ronde van Drenthe                                       | Holandia   | 1.HC      | Pim Ligthart                                | Direct Énergie                              |
| 17    | Classica da Arrabida – Cyclin'Portugal                  | Portugalia | 1.2       | Jonathan Lastra                             | Caja Rural-Seguros RGA                      |
| 17    | La Popolarissima                                        | Włochy     | 1.2       | Nicola Venchiarutti                         | Cycling Team Friuli                         |
| 20    | Danilith Nokere Koerse                                  | Belgia     | 1.HC      | Cees Bol                                    | Team Sunweb                                 |
| 20-24 | Volta ao Alentejo                                       | Portugalia | 2.2       | João Rodrigues                              | W52/FC Porto                                |
| 22    | Youngster Coast Challenge                               | Belgia     | 1.2U      | Niklas Märkl                                | Development Team Sunweb                     |
| 22    | Bredene Koksijde Classic                                | Belgia     | 1.HC      | Pascal Ackermann                            | Bora-Hansgrohe                              |
| 24    | Grand Prix de Denain – Porte du Hainaut                 | Francja    | 1.HC      | Mathieu van der Poel                        | Corendon-Circus                             |
| 25-31 | Tour de Normandie                                       | Francja    | 2.2       | Ole Forfang                                 | Joker Fuel of Norway                        |
| 27-31 | Settimana Internazionale Coppi e Bartali                | Włochy     | 2.1       | Lucas Hamilton                              | Mitchelton-Scott                            |
| 30    | Classic Loire Atlantique                                | Francja    | 1.1       | Rudy Barbier                                | Israel Cycling Academy                      |
| 31    | Cholet-Pays de la Loire                                 | Francja    | 1.1       | Marc Sarreau                                | Groupama-FDJ                                |

### Kwiecień
| Data  | Wyścig                                                                     | Kraj                 | Kategoria | Zwycięzca                        | Drużyna                           |
| ----- | -------------------------------------------------------------------------- | -------------------- | --------- | -------------------------------- | --------------------------------- |
| 3-6   | Giro di Sicilia                                                            | Włochy               | 2.1       | Brandon McNulty                  | Rally UHC Cycling                 |
| 5     | Route Adélie de Vitré                                                      | Francja              | 1.1       | Marc Sarreau                     | Groupama-FDJ                      |
| 5-7   | Le Triptyque des Monts et Châteaux                                         | Belgia               | 2.2       | Mikkel Bjerg                     | Hagens Berman Axeon               |
| 6     | Gran Premio Miguel Indurain                                                | Hiszpania            | 1.1       | Jonathan Hivert                  | Direct Énergie                    |
| 6     | Volta Limburg Classic                                                      | Holandia             | 1.1       | Patrick Müller                   | Vital Concept-B&B Hotels          |
| 7     | GP Adria Mobil                                                             | Słowenia             | 1.2       | Marko Kump                       | Adria Mobil                       |
| 7     | La Roue Tourangelle Région Centre Val de Loire – Trophée Harmonie Mutuelle | Francja              | 1.1       | Lionel Taminiaux                 | Wallonie-Bruxelles                |
| 7     | Trofeo Piva                                                                | Włochy               | 1.2U      | Georg Zimmermann                 | Tirol KTM Cycling Team            |
| 9-12  | Circuit Cycliste Sarthe – Pays de la Loire                                 | Francja              | 2.1       | Bryan Coquard                    | Vital Concept-B&B Hotels          |
| 10    | Scheldeprijs                                                               | Belgia               | 1.HC      | Fabio Jakobsen                   | Deceuninck-Quick Step             |
| 12-14 | Circuit des Ardennes International                                         | Francja              | 2.2       | Alexander Kamp                   | Riwal Readynez Cycling Team       |
| 12-14 | GP Beiras e Serra da Estrela                                               | Portugalia           | 2.1       | Edwin Ávila                      | Israel Cycling Academy            |
| 13    | Trofeo Edil C                                                              | Włochy               | 1.2U      | Giovanni Aleotti                 | Cycling Team Friuli               |
| 14    | Klasika Primavera de Amorebieta                                            | Hiszpania            | 1.1       | Carlos Betancur                  | Movistar Team                     |
| 16    | Paryż-Camembert                                                            | Francja              | 1.1       | Benoît Cosnefroy                 | Ag2r-La Mondiale                  |
| 17    | De Brabantse Pijl – La Flèche Brabançonne                                  | Belgia               | 1.HC      | Mathieu van der Poel             | Corendon-Circus                   |
| 17-21 | Tour du Loir et Cher E Provost                                             | Francja              | 2.2       | Jan Bárta                        | Elkov–Author Cycling Team         |
| 18-21 | Belgrad–Banja Luka                                                         | Bośnia i Hercegowina | 2.1       | Paweł Franczak                   | Voster ATS Team                   |
| 20    | Tour du Finistère                                                          | Francja              | 1.1       | Julien Simon                     | Cofidis, Solutions Crédits        |
| 20    | Arno Wallaard Memorial                                                     | Holandia             | 1.2       | Alexander Richardson             | Canyon dhb p/b Bloor Homes        |
| 20    | Liège-Bastogne-Liège U23                                                   | Belgia               | 1.2U      | Kevin Vermaerke                  | Hagens Berman Axeon               |
| 21    | Trofeo Città di San Vendemiano                                             | Włochy               | 1.2U      | Andrea Bagioli                   | Team Colpack                      |
| 22    | Tro-Bro Léon                                                               | Francja              | 1.1       | Andrea Vendrame                  | Androni Giocattoli-Sidermec       |
| 22    | Giro del Belvedere                                                         | Włochy               | 1.2U      | Samuele Battistella              | Dimension Data for Qhubeka        |
| 22-26 | Tour of the Alps                                                           | Włochy               | 2.HC      | Pawieł Siwakow                   | Team Sky                          |
| 23    | G.P. Palio del Recioto – Trofeo C&F Resinatura Blocchi                     | Włochy               | 1.2U      | Matteo Sobrero                   | Dimension Data for Qhubeka        |
| 23-28 | Tour of Croatia                                                            | Chorwacja            | 2.1       | Odwołany z powodów ekonomicznych | Odwołany z powodów ekonomicznych  |
| 25    | GP della Liberazione                                                       | Włochy               | 1.2U      | Odwołany z powodów ekonomicznych | Odwołany z powodów ekonomicznych  |
| 25-28 | Tour of Mersin                                                             | Turcja               | 2.2       | Peter Koning                     | Bike Aid                          |
| 25-1  | Tour de Bretagne                                                           | Francja              | 2.2       | Lorrenzo Manzin                  | ital Concept–B&B Hotels           |
| 25-27 | Vuelta a Castilla y León                                                   | Hiszpania            | 2.1       | Davide Cimolai                   | Israel Cycling Academy            |
| 27-28 | Tour du Jura Cycliste                                                      | Francja              | 2.2       | Kobe Goossens                    | Lotto-Soudal U23                  |
| 28    | Visegrad 4 Bicycle Race Grand Prix Poland                                  | Polska               | 1.2       | Alois Kaňkovský                  | Elkov–Author Cycling Team         |
| 28    | Rutland-Melton Cicle Classic                                               | Wielka Brytania      | 1.2       | Colin Joyce                      | Rally UHC Cycling                 |
| 28    | Giro dell’Appennino                                                        | Włochy               | 1.1       | Mattia Cattaneo                  | Androni Giocattoli-Sidermec       |
| 30-5  | Karpacki Wyścig Kurierów                                                   | Polska               | 2.2U      | Marijn van den Berg              | Metec-TKH Continental Cyclingteam |

### Maj
| Data  | Wyścig                                                | Kraj            | Kategoria | Zwycięzca                        | Drużyna                             |
| ----- | ----------------------------------------------------- | --------------- | --------- | -------------------------------- | ----------------------------------- |
| 1     | Memoriał Andrzeja Trochanowskiego                     | Polska          | 1.2       | Alois Kaňkovský                  | Elkov–Author Cycling Team           |
| 1     | Eschborn-Frankfurt U23                                | Niemcy          | 1.2U      | Frederik Rodenberg               | ColoQuick                           |
| 1-5   | Five Rings of Moscow                                  | Rosja           | 2.2       | Yauhen Sobal                     | Minsk Cycling Club                  |
| 2     | Memoriał Romana Siemińskiego                          | Polska          | 1.2       | Alois Kaňkovský                  | Elkov–Author Cycling Team           |
| 2-5   | Tour of Mesopotamia                                   | Turcja          | 2.2       | Branisłau Samojłau               | Minsk Cycling Club                  |
| 2-5   | Tour de Yorkshire                                     | Wielka Brytania | 2.HC      | Chris Lawless                    | Team Ineos                          |
| 3-5   | Vuelta Asturias Julio Alvarez Mendo                   | Hiszpania       | 2.1       | Richard Carapaz                  | Movistar Team                       |
| 4     | GP Himmerland Rundt                                   | Dania           | 1.2       | Niklas Larsen                    | ColoQuick                           |
| 4     | Ronde van Overijssel                                  | Holandia        | 1.2       | Nils Eekhoff                     | Development Team Sunweb             |
| 5     | Skive-Løbet                                           | Dania           | 1.2       | Frederik Rodenberg               | ColoQuick                           |
| 5     | Circuito del Porto - Trofeo Arvedi                    | Włochy          | 1.2       | Luca Mozzato                     | Dimension Data for Qhubeka          |
| 5     | Entre Brenne et Montmorillonnais                      | Francja         | 1.2       | Alberto Dainese                  | SEG Racing Academy                  |
| 9-12  | Rhône-Alpes Isère Tour                                | Francja         | 2.2       | Matthias Krizek                  | Team Felbermayr - Simplon Wels      |
| 9-12  | Vuelta Ciclista Comunidad de Madrid                   | Hiszpania       | 2.1       | Clément Russo                    | Team Arkéa Samsic                   |
| 10-12 | CCC Tour-Grody Piastowskie                            | Polska          | 2.2       | Kamil Małecki                    | CCC Development Team                |
| 11    | Sundvolden GP                                         | Norwegia        | 1.2       | Trond Trondsen                   | Team Coop                           |
| 11    | PWZ Zuidenveld Tour                                   | Holandia        | 1.2       | Luuc Bugter                      | BEAT Cycling Club                   |
| 11    | Minsk Cup                                             | Białoruś        | 1.2       | Jauhienij Karalok                | Reprezentacja Białorusi             |
| 11    | Scandinavian Race in Uppsala                          | Szwecja         | 1.2       | Rasmus Bøgh Wallin               | Riwal Readynez Cycling Team         |
| 11    | Visegrad 4 Bicycle Race Grand Prix Hungary            | Węgry           | 1.2       | Paweł Franczak                   | Voster ATS Team                     |
| 12    | Visegrad 4 Bicycle Race Grand Prix Slovakia           | Słowacja        | 1.2       | Alois Kaňkovský                  | Elkov–Author Cycling Team           |
| 12    | Ringerike GP                                          | Norwegia        | 1.2       | Kristoffer Skjerping             | Uno-X Norwegian Development Team    |
| 12    | Gran Premio Industrie del Marmo                       | Włochy          | 1.2U      | Patrick Gamper                   | Tirol KTM Cycling Team              |
| 12    | Grand Prix Mińska                                     | Białoruś        | 1.2       | Norman Vahtra                    | Reprezentacja Estonii               |
| 12    | Grand Prix de la Somme                                | Francja         | 1.2       | Lorrenzo Manzin                  | Vital Concept-B&B Hotels            |
| 12    | Flèche Ardennaise                                     | Belgia          | 1.2       | Simon Pellaud                    | IAM Excelsior                       |
| 14-19 | 4 Jours de Dunkerque / Grand Prix des Hauts de France | Francja         | 2.HC      | Mike Teunissen                   | Team Jumbo-Visma                    |
| 17-19 | Yavuz Sultan Selim Tour of Black Sea                  | Turcja          | 2.2       | Onur Balkan                      | Salcano Sakarya BB Team             |
| 17-19 | Vuelta Aragón                                         | Hiszpania       | 2.1       | Eduard Prades                    | Movistar Team                       |
| 17-19 | Tour d’Eure-et-Loir                                   | Francja         | 2.2       | Luuc Bugter                      | BEAT Cycling Club                   |
| 19    | Grand Prix Criquielion                                | Belgia          | 1.2       | Arne Marit                       | Lotto-Soudal U23                    |
| 19-26 | Rás Tailteann                                         | Irlandia        | 2.2       | Odwołany z powodów ekonomicznych | Odwołany z powodów ekonomicznych    |
| 20-24 | Tour of Albania                                       | Albania         | 2.2       | Filippo Fiorelli                 | Gragnano Sporting Club Caselli      |
| 22-26 | Bałtyk-Karkonosze Tour                                | Polska          | 2.2       | Kamil Małecki                    | CCC Development Team                |
| 23    | Chabany Race                                          | Ukraina         | 2.1       | Andriy Vasylyuk                  | Kyiv Capital Team                   |
| 23-25 | Tour of Estonia                                       | Estonia         | 2.1       | Mihkel Räim                      | Israel Cycling Academy              |
| 23-26 | Ronde de l’Isard                                      | Francja         | 2.2U      | Andrea Bagioli                   | Team Colpack                        |
| 24    | Horizon Park Race for Peace                           | Ukraina         | 1.2       | Yauhen Sobal                     | Minsk Cycling Club                  |
| 24-26 | Tour de l’Ain                                         | Francja         | 2.1       | Thibaut Pinot                    | Groupama-FDJ                        |
| 24-26 | A Travers les Hauts de France                         | Francja         | 2.2       | Ethan Hayter                     | Reprezentacja Wielkiej Brytanii U23 |
| 24-26 | Hammer Stavanger                                      | Norwegia        | 2.1       | Team Jumbo-Visma                 | Team Jumbo-Visma                    |
| 25    | Horizon Park Race Maidan                              | Ukraina         | 1.2       | Uladzislai Tsimoshyk             | Reprezentacja Białorusi U23         |
| 26    | Grote Prijs Marcel Kint                               | Belgia          | 1.1       | Bryan Coquard                    | Vital Concept-B&B Hotels            |
| 26    | Horizon Park Race Classic                             | Ukraina         | 1.2       | Andriy Vasylyuk                  | Kyiv Capital Team                   |
| 28-2  | Tour of Norway                                        | Norwegia        | 2.HC      | Alexander Kristoff               | UAE Team Emirates                   |
| 29-2  | Flèche du Sud                                         | Luksemburg      | 2.2       | Quinten Hermans                  | Telenet-Fidea Lions                 |
| 30    | Circuit de Wallonie                                   | Belgia          | 1.1       | Thomas Boudat                    | Total Direct Énergie                |
| 30-2  | Szlakiem Walk Majora Hubala                           | Polska          | 2.1       | Maciej Paterski                  | Wibatech Merx 7R                    |
| 31-2  | Tour de la Mirabelle                                  | Francja         | 2.2       | Simon Pellaud                    | IAM Excelsior                       |

### Czerwiec
| Data  | Wyścig                                                                     | Kraj       | Kategoria | Zwycięzca             | Drużyna                               |
| ----- | -------------------------------------------------------------------------- | ---------- | --------- | --------------------- | ------------------------------------- |
| 1     | Grand Prix de Plumelec-Morbihan                                            | Francja    | 1.1       | Benoît Cosnefroy      | Ag2r-La Mondiale                      |
| 1     | Tour de Ribas                                                              | Ukraina    | 1.2       | Onur Balkan           | Salcano Sakarya BB Team               |
| 2     | Odessa Grand Prix                                                          | Ukraina    | 1.2       | Matvey Nikitin        | Vino - Astana Motors                  |
| 2     | Paris-Roubaix Espoirs                                                      | Francja    | 1.2U      | Thomas Pidcock        | Team Wiggins Le Col                   |
| 2     | Rund um Köln                                                               | Niemcy     | 1.1       | Baptiste Planckaert   | Wallonie-Bruxelles                    |
| 2     | Boucles de l’Aulne - Châteaulin                                            | Francja    | 1.1       | Alexis Gougeard       | Ag2r-La Mondiale                      |
| 2     | Trofeo Alcide Degasperi                                                    | Włochy     | 1.2       | Benjamin Hill         | Ljubljana Gusto Santic                |
| 5-9   | Tour de Luxembourg                                                         | Luksemburg | 2.HC      | Jesús Herrada         | Cofidis, Solutions Crédits            |
| 6-9   | Boucles de la Mayenne                                                      | Francja    | 2.1       | Thibault Ferasse      | Natura4Ever - Roubaix Lille Métropole |
| 7-9   | Hammer Limburg                                                             | Holandia   | 2.1       | Deceuninck-Quick Step | Deceuninck-Quick Step                 |
| 7-9   | Cycling Tour of Bihor – Bellotto                                           | Rumunia    | 2.1       | Daniel Muñoz          | Androni Giocattoli-Sidermec           |
| 9     | Memorial Philippe Van Coningsloo                                           | Belgia     | 1.2       | Gerben Thijssen       | Lotto-Soudal U23                      |
| 9     | Coppa della Pace – 45° Trofeo F.lli Anelli                                 | Włochy     | 1.2       | Georg Zimmermann      | Tirol KTM Cycling Team                |
| 9     | Gran Premio Città di Lugano                                                | Szwajcaria | 1.1       | Diego Ulissi          | UAE Team Emirates                     |
| 10    | Ronde van Limburg                                                          | Belgia     | 1.1       | Eduard-Michael Grosu  | Delko-Marseille Provence              |
| 11    | Bursa Orhangazi Race                                                       | Turcja     | 1.2       | Onur Balkan           | Salcano Sakarya BB Team               |
| 11-16 | Tour de Hongrie                                                            | Węgry      | 2.1       | Krists Neilands       | Israel Cycling Academy                |
| 12    | Bursa Yildirim Bayezit Race                                                | Turcja     | 1.2       | Mustafa Sayar         | Salcano Sakarya BB Team               |
| 12-16 | Baloise Belgium Tour                                                       | Belgia     | 2.HC      | Remco Evenepoel       | Deceuninck-Quick Step                 |
| 13    | Grosser Preis des Kantons Aargau                                           | Szwajcaria | 1.HC      | Alexander Kristoff    | UAE Team Emirates                     |
| 13-16 | Ronde de l’Oise                                                            | Francja    | 2.2       | Anthony Maldonado     | St Michel - Auber93                   |
| 13-16 | Oberösterreichrundfahrt                                                    | Austria    | 2.2       | Jannik Steimle        | Team Vorarlberg Santic                |
| 13-23 | Giro Ciclistico d’Italia                                                   | Włochy     | 2.2U      | Andres Camilo Ardila  | Reprezentacja Kolumbii                |
| 14-16 | Małopolski Wyścig Górski                                                   | Polska     | 2.2       | Adam Stachowiak       | Voster ATS Team                       |
| 16    | Midden-Brabant Poort Omloop                                                | Holandia   | 1.2       | Arvid de Kleijn       | Metec-TKH Continental Cyclingteam     |
| 17    | Mont Ventoux Dénivelé Challenge                                            | Francja    | 1.1       | Jesús Herrada         | Cofidis, Solutions Crédits            |
| 19-23 | ZLM Tour                                                                   | Holandia   | 2.1       | Mike Teunissen        | Team Jumbo-Visma                      |
| 19-23 | Tour of Slovenia                                                           | Słowenia   | 2.HC      | Diego Ulissi          | UAE Team Emirates                     |
| 20-23 | La Route d’Occitanie – La Dépêche du Midi                                  | Francja    | 2.1       | Alejandro Valverde    | Movistar Team                         |
| 20-23 | Le Tour de Savoie Mont Blanc                                               | Francja    | 2.2       | Chris Harper          | Team BridgeLane                       |
| 21    | Dwars door het Hageland                                                    | Belgia     | 1.1       | Kenneth Vanbilsen     | Cofidis, Solutions Crédits            |
| 22    | Heylen Vastgoed Heistse Pijl                                               | Belgia     | 1.1       | Álvaro Hodeg          | Deceuninck-Quick Step                 |
| 22    | Grand Prix Doliny Baryczy Żmigród – XXIX Memoriał Grundmanna i Wizowskiego | Polska     | 1.2       | Sylwester Janiszewski | Voster ATS Team                       |
| 23    | Korona Kocich Gór                                                          | Polska     | 1.2       | Patryk Stosz          | CCC Development Team                  |
| 23    | Elfstedenronde                                                             | Belgia     | 1.1       | Tim Merlier           | Corendon-Circus                       |
| 26    | Internationale Wielertrofee Jong Maar Moedig I.W.T.                        | Belgia     | 1.2       | Julien Van Den Brande | Tarteletto-Isorex                     |
| 26    | Halle–Ingooigem                                                            | Belgia     | 1.1       | Dries De Bondt        | Corendon-Circus                       |

### Lipiec
| Data  | Wyścig                                                    | Kraj       | Kategoria | Zwycięzca              | Drużyna                             |
| ----- | --------------------------------------------------------- | ---------- | --------- | ---------------------- | ----------------------------------- |
| 2     | Trofeo Città di Brescia                                   | Włochy     | 1.2       | Daniel Smarzaro        | General Store Bottoli Zardini       |
| 3-6   | Wyścig Solidarności i Olimpijczyków                       | Polska     | 2.2       | Norman Vahtra          | Cycling Tartu                       |
| 3-7   | Sibiu Cycling Tour                                        | Rumunia    | 2.1       | Kevin Rivera           | Androni Giocattoli-Sidermec         |
| 6-7   | In The Steps of Romans                                    | Bułgaria   | 2.2       | Polychronis Tzortzakis | Tarteletto-Isorex                   |
| 6-12  | Int. Österreich-Rundfahrt-Tour of Austria                 | Austria    | 2.1       | Ben Hermans            | Israel Cycling Academy              |
| 11-14 | GP Internacional Torres Vedras - Trofeu Joaquim Agostinho | Portugalia | 2.2       | Henrique Casimiro      | Efapel                              |
| 14    | Giro del Medio Brenta                                     | Włochy     | 1.2       | Simone Ravanelli       | Biesse Carrera                      |
| 16-21 | Giro Ciclistico della Valle d’Aosta Mont Blanc            | Włochy     | 2.2U      | Mauri Vansevenant      | EFC-LR-Vulsteke                     |
| 20    | V4 Special Series Vasarosnameny - Nyiregyhaza             | Węgry      | 1.2       | Daniel Auer            | Maloja Pushbikers                   |
| 21    | V4 Special Series Vasarosnameny - Ibrany                  | Węgry      | 1.2       | János Pelikán          | Pannon Cycling Team                 |
| 24-28 | Adriatica Ionica Race / Sulle Rotte della Serenissima     | Włochy     | 2.1       | Mark Padun             | Bahrain-Merida                      |
| 24    | Dookoła Mazowsza                                          | Polska     | 1.2       | Stanisław Aniołkowski  | CCC Development Team                |
| 25    | Grand Prix Cerami                                         | Belgia     | 1.1       | Bryan Coquard          | Vital Concept-B&B Hotels            |
| 25    | Prueba Villafranca-Ordiziako Klasika                      | Hiszpania  | 1.1       | Rafael Valls           | Movistar Team                       |
| 26    | Gemenc Grand Prix I                                       | Węgry      | 1.2       | Attila Valter          | CCC Development Team                |
| 26-28 | Tour of Kosovo                                            | Kosowo     | 2.2       | Charalampos Kastrantas | Brunei Continental Cycling Team     |
| 27    | Gemenc Grand Prix II                                      | Węgry      | 1.2       | János Pelikán          | Pannon Cycling Team                 |
| 27-31 | Tour de Wallonie                                          | Belgia     | 2.HC      | Loïc Vliegen           | Wanty-Groupe Gobert                 |
| 28    | Grand Prix de la ville de Pérenchies                      | Francja    | 1.2       | Jens Reynders          | Wallonie-Bruxelles Development Team |
| 30-2  | Tour de Serbie                                            | Serbia     | 2.2       | Enrico Salvador        | Northwave Cofiloc                   |
| 31    | Circuito de Getxo „Memorial Ricardo Otxoa”                | Hiszpania  | 1.1       | Jon Aberasturi         | Caja Rural-Seguros RGA              |
| 31-4  | Tour Alsace                                               | Francja    | 2.2       | Thomas Pidcock         | Team Wiggins Le Col                 |
| 31-11 | Volta a Portugal                                          | Portugalia | 2.1       | João Rodrigues         | W52/FC Porto                        |

### Sierpień
| Data  | Wyścig                                                            | Kraj      | Kategoria | Zwycięzca          | Drużyna                            |
| ----- | ----------------------------------------------------------------- | --------- | --------- | ------------------ | ---------------------------------- |
| 3     | Hansa Bygg Kalmar Grand Prix Road Race                            | Szwecja   | 1.2       | Norman Vahtra      | Cycling Tartu                      |
| 2-5   | Kreiz Breizh Elites                                               | Francja   | 2.2       | Mathijs Paasschens | Wallonie-Bruxelles                 |
| 4     | GP Kranj                                                          | Słowenia  | 1.2       | Marko Kump         | Adria Mobil                        |
| 6-10  | Cycling Tour of Szeklerland                                       | Rumunia   | 2.2       | Jonas Rapp         | Team Hrinkow Advarics Cycleang     |
| 11    | KOGA Slag om Norg                                                 | Holandia  | 1.1       | Coen Vermeltfoort  | Alecto Cycling Team                |
| 11    | Antwerpse Havenpijl                                               | Belgia    | 1.2       | Tibo Nevens        | Home Solution Soenens Cycling Team |
| 11    | 44° Gran Premio Sportivi di Poggiana-44° Trofeo Bonin Costruzioni | Włochy    | 1.2U      | Fabio Mazzucco     | Sangemini - Trevigiani - MG.Kvis   |
| 13-17 | Vuelta a Burgos                                                   | Hiszpania | 2.HC      | Iván Sosa          | Team Ineos                         |
| 15    | Puchar Ministra Obrony Narodowej                                  | Polska    | 1.2       | Norman Vahtra      | Cycling Tartu                      |
| 15-18 | Czech Cycling Tour                                                | Czechy    | 2.1       | Daryl Impey        | Mitchelton-Scott                   |
| 15-18 | Arctic Race of Norway                                             | Norwegia  | 2.HC      | Aleksiej Łucenko   | Astana Pro Team                    |
| 16    | Gp Capodarco Comunita Di Capodarco                                | Włochy    | 1.2U      | Filippo Zana       | Sangemini - Trevigiani - MG.Kvis   |
| 17    | Memoriał Henryka Łasaka                                           | Polska    | 1.2       | Norman Vahtra      | Cycling Tartu                      |
| 18    | La Poly Normande                                                  | Francja   | 1.1       | Benoît Cosnefroy   | Ag2r-La Mondiale                   |
| 18    | Fyen Rundt – Tour of Funen                                        | Dania     | 1.1       | Rasmus Quaade      | Riwal Readynez Cycling Team        |
| 18    | Puchar Uzdrowisk Karpackich                                       | Polska    | 1.2       | John Mandrysch     | P&S Metalltechnik                  |
| 20    | GP Stad Zottegem                                                  | Belgia    | 1.1       | Piotr Havik        | BEAT Cycling Club                  |
| 20    | Grand Prix des Marbriers                                          | Francja   | 1.2       | Damien Clayton     | Ribble Pro Cycling                 |
| 21    | Veenendaal-Veenendaal Classic                                     | Holandia  | 1.1       | Zak Dempster       | Israel Cycling Academy             |
| 21-24 | Tour du Limousin – Nouvelle Aquitaine                             | Francja   | 2.1       | Benoît Cosnefroy   | Ag2r-La Mondiale                   |
| 21-25 | PostNord Danmark Rundt – Tour of Denmark                          | Dania     | 2.HC      | Niklas Larsen      | ColoQuick                          |
| 25    | Schaal Sels Merksem/ Johan Museeuw Classic                        | Belgia    | 1.1       | Attilio Viviani    | Cofidis, Solutions Crédits         |
| 27-30 | Tour Poitou-Charentes en Nouvelle-Aquitaine                       | Francja   | 2.1       | Christophe Laporte | Cofidis, Solutions Crédits         |
| 28    | Druivenkoers Overijse                                             | Belgia    | 1.1       | Arvid de Kleijn    | Metec-TKH Continental Cyclingteam  |
| 29-1  | Deutschland Tour                                                  | Niemcy    | 2.HC      | Jasper Stuyven     | Trek-Segafredo                     |
| 31    | Omloop Mandel-Leie-Schelde Meulebeke                              | Belgia    | 1.1       | Niccolò Bonifazio  | Total Direct Énergie               |

### Wrzesień
| Data  | Wyścig                                                  | Kraj            | Kategoria | Zwycięzca                                 | Drużyna                               |
| ----- | ------------------------------------------------------- | --------------- | --------- | ----------------------------------------- | ------------------------------------- |
| 1     | Croatia-Slovenia                                        | Słowenia        | 1.2       | Marko Kump                                | Adria Mobil                           |
| 1     | Grote Prijs Jef Scherens - Rondom Leuven                | Belgia          | 1.1       | Niccolò Bonifazio                         | Total Direct Énergie                  |
| 1     | Grand Prix International de la ville de Nogent-sur-Oise | Francja         | 1.2       | Emiel Vermeulen                           | Natura4Ever - Roubaix Lille Métropole |
| 1     | Ronde van Midden Nederland                              | Holandia        | 1.2       | Odwołany z powodów ekonomicznych          | Odwołany z powodów ekonomicznych      |
| 4-8   | Okolo jiznich Cech / Tour of South Bohemia              | Czechy          | 2.2       | Odwołany z powodów formalnych             | Odwołany z powodów formalnych         |
| 4-7   | Giro della Regione Friuli Venezia Giulia                | Włochy          | 2.2       | Clément Champoussin                       | Ag2r-La Mondiale                      |
| 6     | Hafjell TT                                              | Norwegia        | 1.2       | Mikkel Bjerg                              | Hagens Berman Axeon                   |
| 6     | Grand Prix Velo Erciyes                                 | Turcja          | 1.2       | Onur Balkan                               | Salcano Sakarya BB Team               |
| 7     | Brussels Cycling Classic                                | Belgia          | 1.HC      | Caleb Ewan                                | Lotto Soudal                          |
| 7     | Lillehammer GP                                          | Norwegia        | 1.2       | Niklas Larsen                             | ColoQuick                             |
| 7-14  | OVO Energy Tour of Britain                              | Wielka Brytania | 2.HC      | Mathieu van der Poel                      | Corendon-Circus                       |
| 7-8   | Tour of Central Anatolia                                | Turcja          | 2.2       | Ahmet Örken                               | Salcano Sakarya BB Team               |
| 8     | Antwerp Port Epic / Sels Trophy                         | Belgia          | 1.1       | Aimé De Gendt                             | Wanty-Groupe Gobert                   |
| 8     | GP de Fourmies / La Voix du Nord                        | Francja         | 1.HC      | Pascal Ackermann                          | Bora-Hansgrohe                        |
| 8     | Chrono Champenois Masculin International                | Francja         | 1.2       | Mikkel Bjerg                              | Hagens Berman Axeon                   |
| 8     | Gylne Gutuer                                            | Norwegia        | 1.2       | Kristoffer Skjerping                      | Uno-X Norwegian Development Team      |
| 11-15 | Turul Romaniei                                          | Rumunia         | 2.1       | Alex Molenaar                             | Monkey Town - à Bloc CT               |
| 14    | Coppa Agostoni – Giro delle Brianze                     | Włochy          | 1.1       | Alaksandr Rabuszenka                      | UAE Team Emirates                     |
| 14    | De Kustpijl                                             | Belgia          | 1.2       | Bas van der Kooij                         | Monkey Town - à Bloc CT               |
| 15    | 100° Coppa Bernocchi – 43° GP BPM                       | Włochy          | 1.1       | Phil Bauhaus                              | Bahrain-Merida                        |
| 15    | Int. Raiffeisen Grand Prix Gratwein-Straßengel          | Austria         | 1.2       | Maciej Paterski                           | Wibatech Merx 7R                      |
| 15    | Tour du Doubs                                           | Francja         | 1.1       | Stefan Küng                               | Groupama-FDJ                          |
| 15    | Duo Normand                                             | Francja         | 1.1       | Rasmus Quaade Mathias Norsgaard Jørgensen | Riwal Readynez Cycling Team           |
| 18    | Giro della Toscana – Memorial Alfredo Martini           | Włochy          | 1.1       | Giovanni Visconti                         | Neri Sottoli–Selle Italia–KTM         |
| 18    | Grand Prix de Wallonie                                  | Belgia          | 1.1       | Krists Neilands                           | Israel Cycling Academy                |
| 18-21 | Okolo Slovenska / Tour de Slovaquie                     | Słowacja        | 2.1       | Yves Lampaert                             | Deceuninck-Quick Step                 |
| 19    | Coppa Sabatini – Gran Premio città di Peccioli          | Włochy          | 1.1       | Aleksiej Łucenko                          | Astana Pro Team                       |
| 20    | Kampioenschap van Vlaanderen                            | Belgia          | 1.1       | Jannik Steimle                            | Team Vorarlberg Santic                |
| 20    | Grand Prix Erciyes                                      | Turcja          | 1.2       | Nikolai Shumov                            | Minsk Cycling Club                    |
| 21    | Primus Classic                                          | Belgia          | 1.HC      | Edward Theuns                             | Trek-Segafredo                        |
| 21    | Memorial Marco Pantani                                  | Włochy          | 1.1       | Aleksiej Łucenko                          | Astana Pro Team                       |
| 21-22 | Tour of Kayseri                                         | Turcja          | 2.2       | Onur Balkan                               | Salcano Sakarya BB Team               |
| 22    | Gooikse Pijl                                            | Belgia          | 1.1       | Pascal Ackermann                          | Bora-Hansgrohe                        |
| 22    | Grand Prix d’Isbergues – Pas de Calais                  | Francja         | 1.1       | Mads Pedersen                             | Trek-Segafredo                        |
| 22    | Trofeo Matteotti                                        | Włochy          | 1.1       | Matteo Trentin                            | Mitchelton-Scott                      |
| 24    | Ruota d’Oro – GP Festa del Perdono                      | Włochy          | 1.2U      | Nicola Venchiarutti                       | Cycling Team Friuli                   |
| 25    | Omloop van het Houtland Lichtervelde                    | Belgia          | 1.1       | Max Walscheid                             | Team Sunweb                           |
| 27-29 | Konya Tour of Mevlana                                   | Turcja          | 2.2       | Batuhan Özgür                             |                                       |
| 29    | Paryż-Chauny                                            | Francja         | 1.1       | Anthony Turgis                            | Total Direct Énergie                  |

### Październik
| Data | Wyścig                                              | Kraj     | Kategoria | Zwycięzca         | Drużyna                       |
| ---- | --------------------------------------------------- | -------- | --------- | ----------------- | ----------------------------- |
| 3    | Sparkassen Münsterland Giro                         | Niemcy   | 1.HC      | Álvaro Hodeg      | Deceuninck-Quick Step         |
| 5    | Giro dell’Emilia                                    | Włochy   | 1.HC      | Primož Roglič     | Team Jumbo-Visma              |
| 5    | Tour de l’Eurométropole                             | Belgia   | 1.HC      | Piet Allegaert    | Sport Vlaanderen–Baloise      |
| 6    | Tour de Vendée                                      | Francja  | 1.1       | Marc Sarreau      | Groupama-FDJ                  |
| 6    | Gran Premio Bruno Beghellii                         | Włochy   | 1.HC      | Sonny Colbrelli   | Bahrain-Merida                |
| 6    | La DH Famenne Ardenne Classic                       | Belgia   | 1.1       | Dimitri Claeys    | Cofidis, Solutions Crédits    |
| 6    | Il Piccolo Lombardia                                | Włochy   | 1.2U      | Andrea Bagioli    | Team Colpack                  |
| 8    | Binche-Chimay-Binche / Mémorial Frank Vandenbroucke | Belgia   | 1.1       | Tom Van Asbroeck  | Israel Cycling Academy        |
| 8    | Tre Valli Varesine                                  | Włochy   | 1.HC      | Primož Roglič     | Team Jumbo-Visma              |
| 9    | Mediolan-Turyn                                      | Włochy   | 1.HC      | Michael Woods     | EF Education First            |
| 10   | Gran Piemonte                                       | Włochy   | 1.HC      | Egan Bernal       | Team Ineos                    |
| 10   | Paryż-Bourges                                       | Francja  | 1.1       | Marc Sarreau      | Groupama-FDJ                  |
| 12   | Tacx Pro Classic / Ronde van Zeeland                | Holandia | 1.1       | Dylan Groenewegen | Team Jumbo-Visma              |
| 13   | Paryż-Tours                                         | Francja  | 1.HC      | Jelle Wallays     | Lotto Soudal                  |
| 13   | Memorial Rik Van Steenbergen / Kempen Classic       | Belgia   | 1.1       | Dries De Bondt    | Corendon-Circus               |
| 13   | Paris-Tours Espoirs                                 | Francja  | 1.2U      | Alexys Brunel     | Groupama-FDJ Continental Team |
| 20   | Chrono des Nations Espoirs                          | Francja  | 1.2U      | Jasper De Plus    |                               |
| 20   | Chrono des Nations                                  | Francja  | 1.1       | Jos van Emden     | Team Jumbo-Visma              |